# Stazione di Ōnuma-Kōen
La stazione di Ōnuma-Kōen (大沼公園駅?, Ōnuma-Kōen-eki) è una stazione ferroviaria nel comune di Nanae, in Hokkaidō, sulla linea principale Hakodate. Si trova a 28 km dal capolinea sud, la stazione di Hakodate.

## Struttura della stazione
La stazione dispone di un singolo binario passante, utilizzato in entrambe le direzioni.
| 1 | ■ Linea principale Hakodate | Per Hakodate                 |
| 1 | ■ Linea principale Hakodate | Per Mori, Oshamanbe, Sapporo |

La struttura è dotata di personale, e biglietti per le linee ferroviarie JR sono in vendita dalle 8.30 alle 15.45.

## Stazioni adiacenti
- ■ Linea principale Hakodate: Ōnuma - Ōnuma-Kōen – Akaigawa